# 舊斯特里利夏
49°31′42″N 24°25′28″E / 49.52833°N 24.42444°E
舊斯特里利夏（烏克蘭語：Старі Стрілища），是烏克蘭西部的村莊，隸屬利維夫州的斯特雷區。該村面積2.39平方公里，海拔高度278米，2001年人口290，人口密度每平方公里121.34人。